# La patota (película de 2015)
La patota es una película argentina de suspenso de 2015 dirigida y coescrita por Santiago Mitre. Es una nueva versión de la obra dirigida por Daniel Tinayre sobre guion de Eduardo Borrás titulada con el mismo nombre y con Mirtha Legrand en el reparto. Esta versión está protagonizada por Dolores Fonzi, Esteban Lamothe y Oscar Martínez. La película participó en la 68.ª edición del Festival de Cannes, donde ganó el premio principal de la semana de la crítica y el premio FIPRESCI de la crítica internacional. También fue galardonada en el Festival de San Sebastián, donde obtuvo los tres premios principales de su sección: El Gran Premio Horizontes Latinos, el Premio EZAE de la Juventud y el Premio Otra Mirada.

## Sinopsis
Paulina es una abogada con una carrera floreciente en Buenos Aires, que elige volver a su ciudad natal para dedicarse a la actividad social. Fernando, su padre, años atrás hizo lo mismo, y ahora es un juez progresista que se destaca en la conservadora sociedad local. Paulina empieza a trabajar en un proyecto del Ministerio de Desarrollo Social, de “formación democrática y difusión de derechos”, dando clases en zonas periféricas de Misiones, marcadas por la pobreza y la marginalidad. Luego de la segunda semana de trabajo, es interceptada y violada por una patota. Ante la mirada atónita de quienes la rodean, Paulina decide volver a trabajar en la escuela, en el barrio donde fue atacada.

## Reparto
- Dolores Fonzi ... Paulina
- Esteban Lamothe ... Alberto
- Oscar Martínez ... Fernando
- Cristian Salguero ... Ciro
- Laura López Moyano ... Laura
- Ezequiel Díaz ... Rudy
- Verónica Llinás ... Victoria
- Marcos Machuca ... Walter
- Walter Casco ... Mellizo
- Thiny Karai Ramírez ... Maxi
- Amado González ... Sandro
- Andrea Quattrocchi ... Vivi
- Soledad Fonceca

## Fechas de estreno
| Fechas de estreno (Fuente: IMDb) |                 |      |
| País                             | Fecha           | Año  |
| Argentina                        | 18 de junio     | 2015 |
| España                           | 27 de noviembre | 2015 |
| Francia                          | 13 de abril     | 2016 |
| Brasil                           | 16 de junio     | 2016 |
| Suecia                           | 4 de noviembre  | 2016 |
| Colombia                         | 9 de febrero    | 2017 |

## Recepción

### Taquilla
Debutó con poco más de 42.000 espectadores en su primer fin de semana según la consultora Ultracine. Al 18 de agosto de 2015 la película tiene un acumulado de 145.000 espectadores.

### Home Video
AVH San Luis editó la cinta en formato DVD y se estrenó en tiendas físicas en diciembre del 2015. El DVD contiene audio español 5.1 con subtítulos en español e inglés. Como material extra incluye el trailer del cine. El DVD fue uno de los más vendidos en el mes de mayo del 2016.

## Premios y nominaciones

### Participación en festivales de cine
| Festival                  | Fecha de evento                              | Categoría                  | Premio             | Ref    |
| ------------------------- | -------------------------------------------- | -------------------------- | ------------------ | ------ |
| Festival de Cannes        | 13 al 24 de mayo de 2015                     | Semana de la crítica       | Ganador            | [ 8 ]  |
| Festival de Cannes        | 13 al 24 de mayo de 2015                     | FIPRESCI                   | Ganador            | [ 9 ]  |
| Festival de Múnich        | 25 de junio al 4 de julio de 2015            | Cine Visión                | Solo participación | [ 10 ] |
| Festival de Lima          | 7 de agosto al 14 de agosto de 2015          | Sección oficial            | Nominado           | [ 11 ] |
| Festival de Lima          | 7 de agosto al 14 de agosto de 2015          | Mejor Guion                | Ganador            | [ 12 ] |
| Festival de Biarritz      | 28 de septiembre al 4 de octubre de 2015     | Sección oficial            | Nominado           | [ 13 ] |
| Festival de Biarritz      | 28 de septiembre al 4 de octubre de 2015     | Mejor Actriz               | Ganador            | [ 13 ] |
| Festival de Santiago      | 25 de agosto al 30 de agosto de 2015         | Sección oficial            | Nominado           | [ 14 ] |
| Festival de Santiago      | 25 de agosto al 30 de agosto de 2015         | Mejor Actriz               | Ganador            | [ 15 ] |
| Festival de San Sebastián | 18 de septiembre al 26 de septiembre de 2015 | Horizontes Latinos         | Ganador            | [ 16 ] |
| Festival de San Sebastián | 18 de septiembre al 26 de septiembre de 2015 | Premio EZAE de la Juventud | Ganador            | [ 16 ] |
| Festival de San Sebastián | 18 de septiembre al 26 de septiembre de 2015 | Premio Otra Mirada         | Ganador            | [ 16 ] |
| Festival de Chicago       | 15 de octubre al 29 de octubre de 2015       | Hugo de plata              | Ganador            | [ 17 ] |

### Premios Sur
La décima edición de los Premios Sur se llevó a cabo el 24 de noviembre de 2015.
| Año  | Categoría                          | Nominado                                         | Resultado |
| ---- | ---------------------------------- | ------------------------------------------------ | --------- |
| 2015 | Mejor película                     | La patota                                        | Nominado  |
| 2015 | Mejor director                     | Santiago Mitre                                   | Nominado  |
| 2015 | Mejor actriz                       | Dolores Fonzi                                    | Ganador   |
| 2015 | Mejor actriz revelación            | Laura López Moyano                               | Nominado  |
| 2015 | Mejor actor revelación             | Cristian Salguero                                | Nominado  |
| 2015 | Mejor guion adaptado               | Mariano Llinás Santiago Mitre                    | Nominado  |
| 2015 | Mejor fotografía                   | Gustavo Biazzi                                   | Nominado  |
| 2015 | Mejor montaje                      | Leandro Aste Delfina Castagnino Joana Collier    | Nominado  |
| 2015 | Mejor sonido                       | Federico Esquerro Santiago Fumagalli Edson Secco | Nominado  |
| 2015 | Mejor maquillaje y caracterización | Alberto Moccia Carolina Oclander                 | Nominado  |

### Premios Cóndor de Plata
La 64° edición de los Premios Cóndor de Plata se llevará a cabo en agosto de 2016.
| Año  | Categoría                 | Nominado                                         | Resultado |
| ---- | ------------------------- | ------------------------------------------------ | --------- |
| 2016 | Mejor película            | Santiago Mitre                                   | Nominado  |
| 2016 | Mejor director            | Santiago Mitre                                   | Nominado  |
| 2016 | Mejor actriz              | Dolores Fonzi                                    | Ganador   |
| 2016 | Mejor revelación femenina | Laura López Moyano                               | Nominado  |
| 2016 | Mejor guion adaptado      | Santiago Mitre Mariano Llinás                    | Ganador   |
| 2016 | Mejor fotografía          | Gustavo Biazzi                                   | Nominado  |
| 2016 | Mejor montaje             | Delfina Castagnino Laeandro Aste Joanna Collier  | Nominado  |
| 2016 | Mejor sonido              | Federico Esquerro Santiago Fumagalli Edson Secco | Nominado  |

### Premios Platino
La 3.ª edición de los Premios Platino tuvo lugar el 24 de julio de 2016.
| Año  | Categoría                     | Candidato(s)                                     | Resultado |
| ---- | ----------------------------- | ------------------------------------------------ | --------- |
| 2016 | Mejor Interpretación femenina | Dolores Fonzi                                    | Ganador   |
| 2016 | Mejor Sonido                  | Federico Esquerro Santiago Fumagalli Edson Secco | Nominado  |